# Dyschoriste capricornis
Dyschoriste capricornis är en akantusväxtart som beskrevs av C. B. Cl.. Dyschoriste capricornis ingår i släktet Dyschoriste och familjen akantusväxter. Inga underarter finns listade i Catalogue of Life.